# Gubbtjärnen, Värmland
Gubbtjärnen är en sjö i Torsby kommun i Värmland och ingår i Göta älvs huvudavrinningsområde. Sjöns area är 0,03 kvadratkilometer och den är belägen 444 meter över havet.